# Novokouznetskaïa (métro de Moscou)
Novokouznetskaïa (en russe : Новокузне́цкая et en anglais : Novokuznetskaya) est une station de la ligne Zamoskvoretskaïa (ligne 2 verte) du métro de Moscou, située sur le territoire de l'arrondissement Zamoskvoretche, dans le district administratif central de Moscou.
Elle est mise en service en 1943, sur une section ouverte depuis onze mois.

## Situation sur le réseau
Établie en souterrain, à 38 mètres sous le niveau du sol, la station Novokouznetskaïa est située au point 020+51,4 de la ligne Zamoskvoretskaïa (ligne 2 verte) entre les stations Teatralnaïa (en direction de Khovrino) et Paveletskaïa (en direction d'Alma-Atinskaïa).

## Histoire
La station Novokouznetskaïa est mise en service le  20 novembre 1943, sur la section déjà en service, depuis le premier janvier, de Tretiakovskaïa à Avtozavodskaïa.

Architecture de la station
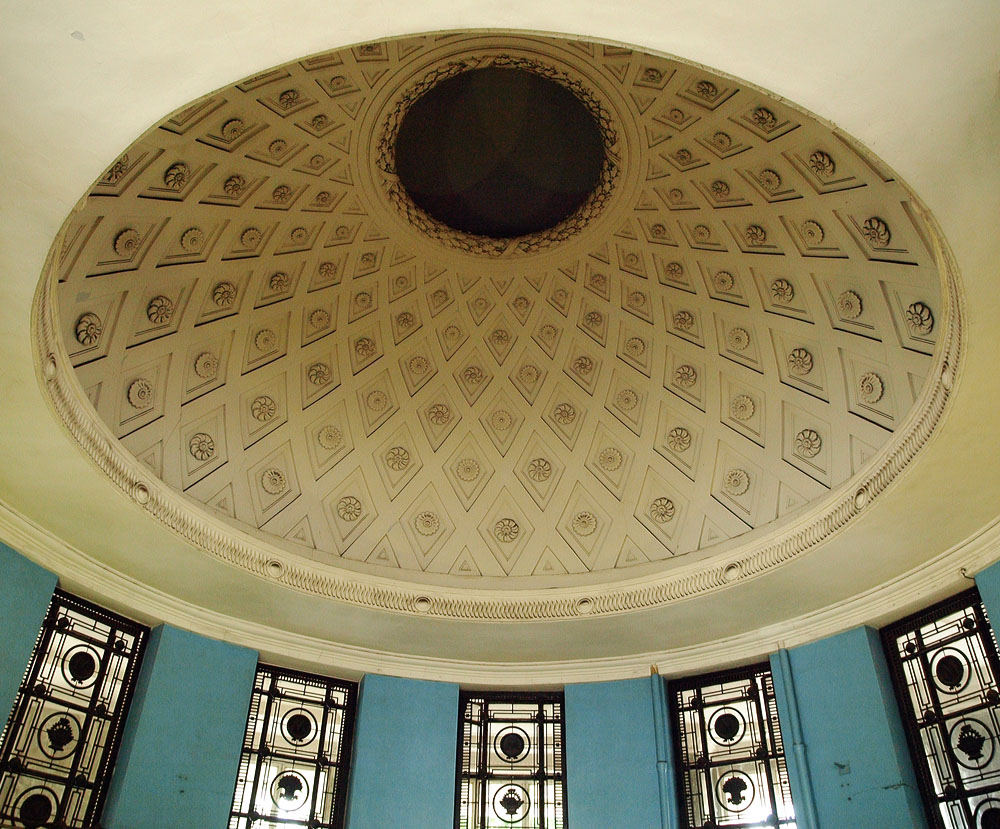
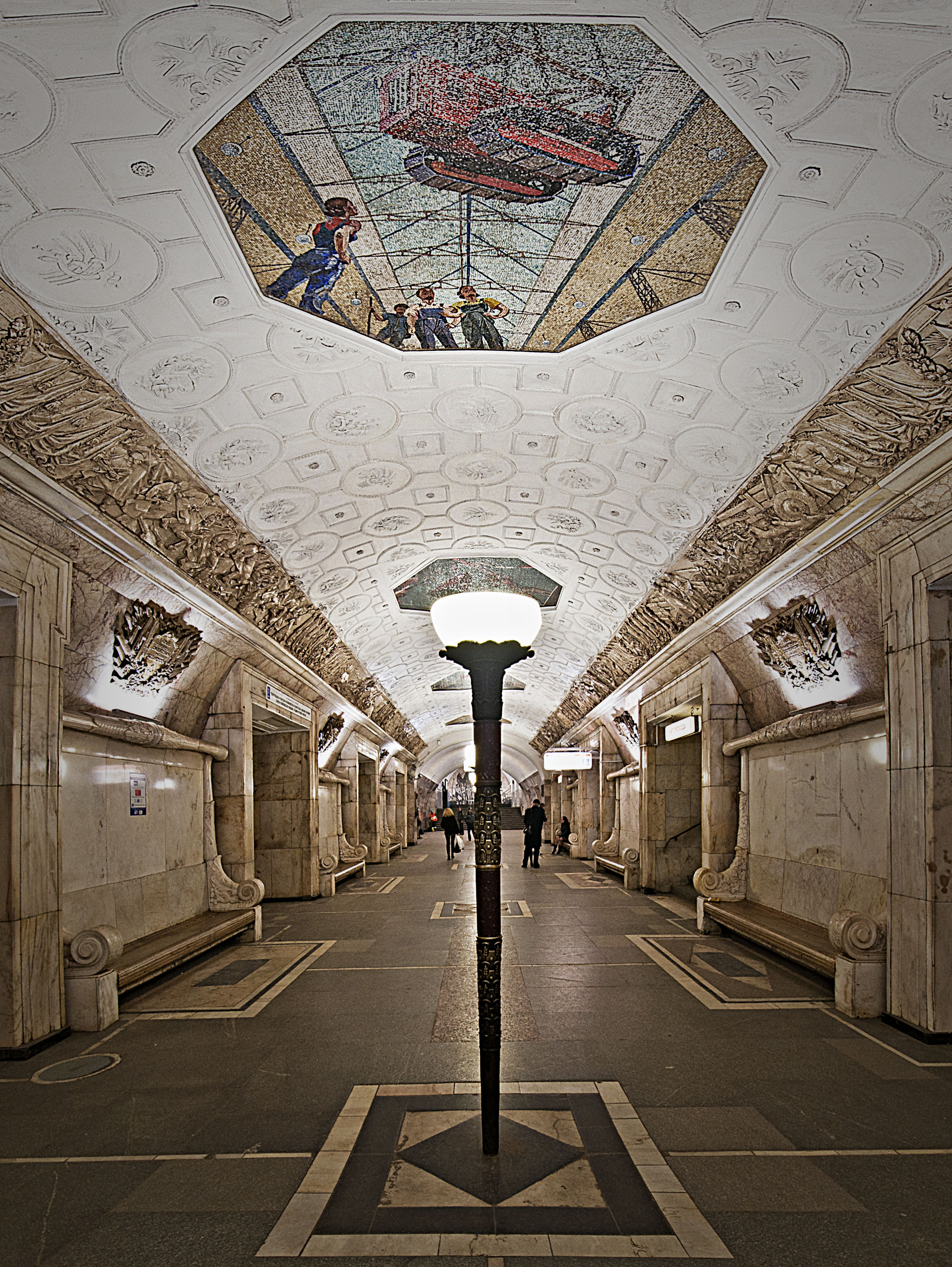
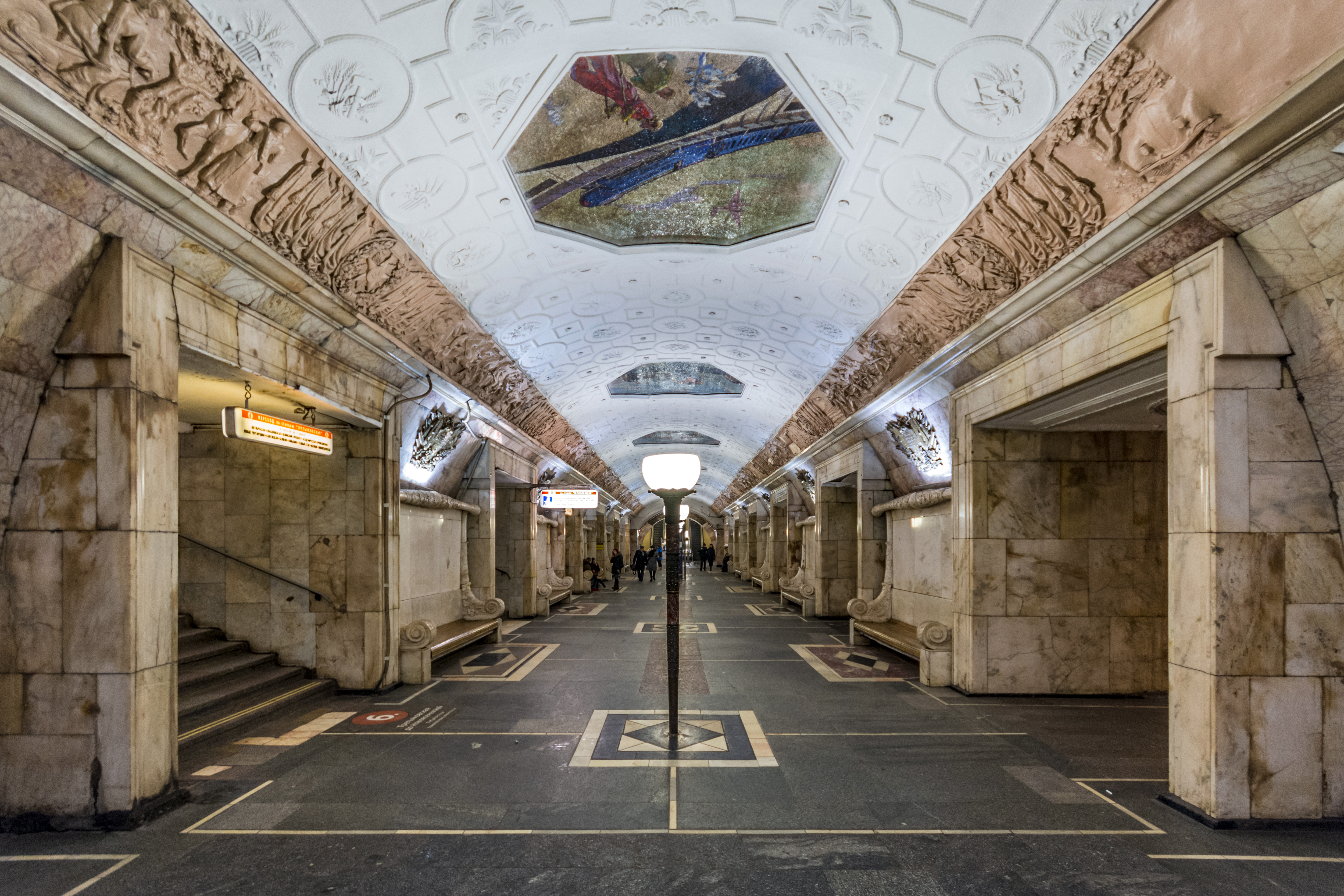

## Services aux voyageurs

### Desserte

Installations et desserte
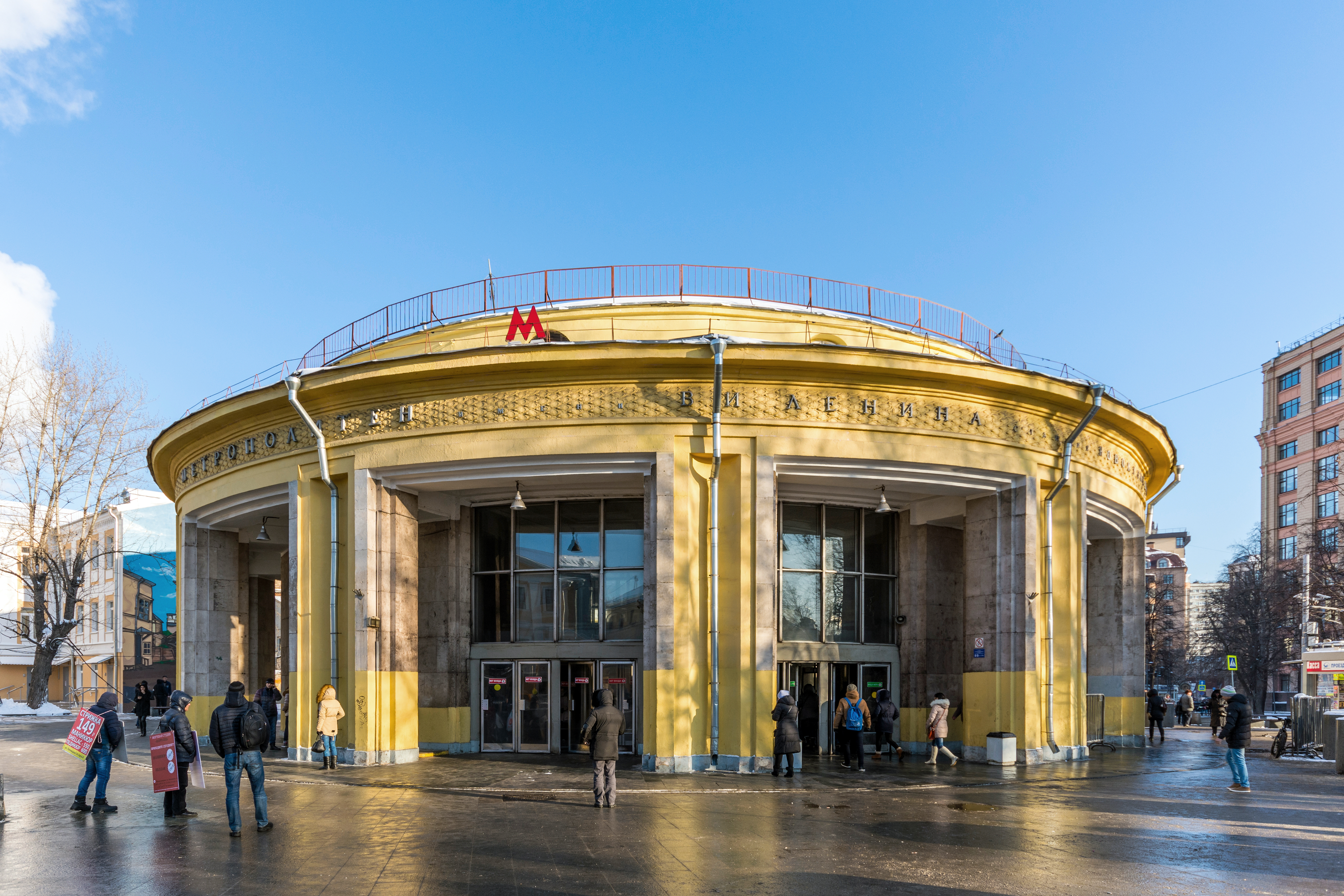
Entrée.
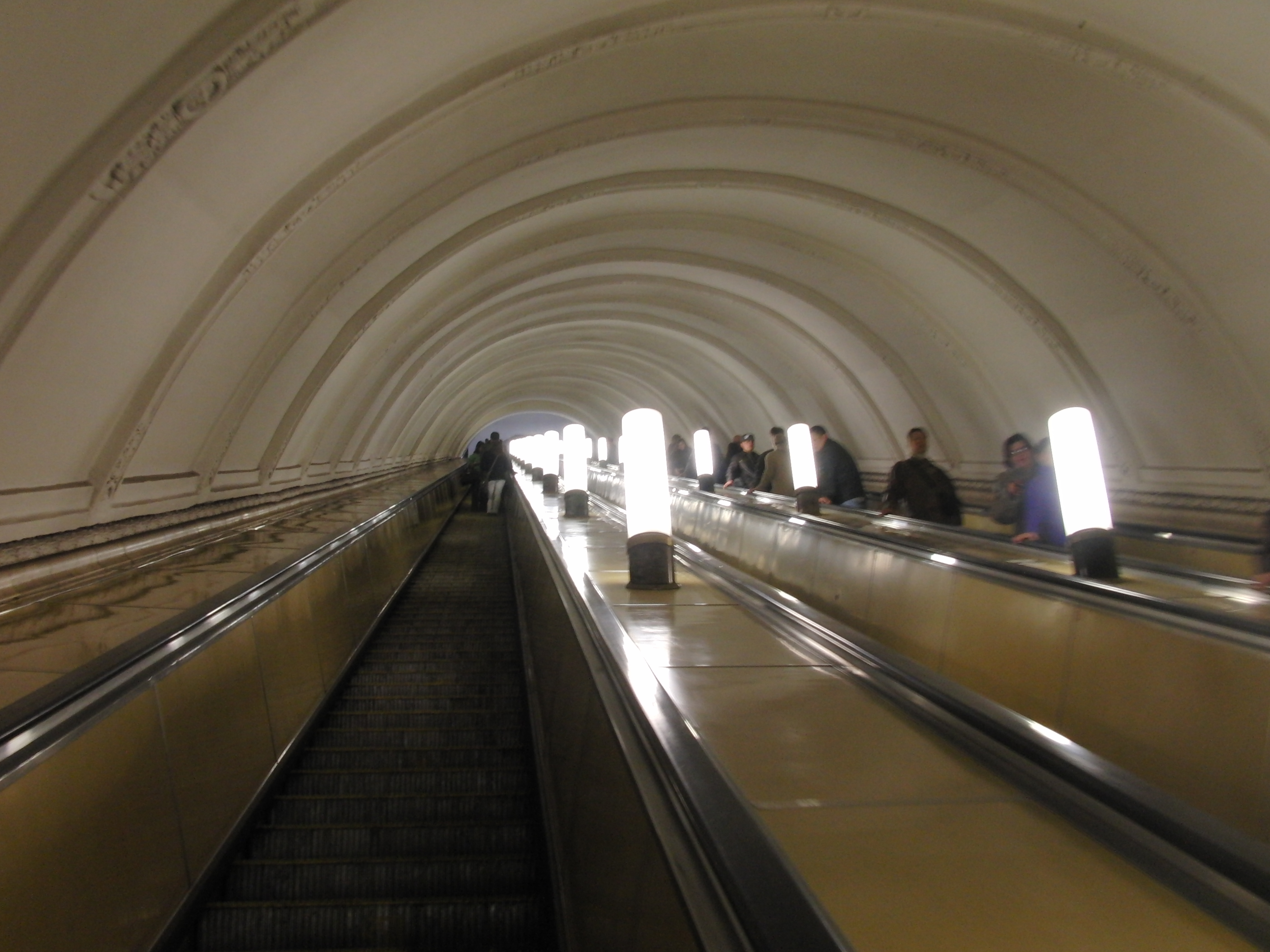
Escalier mécanique.
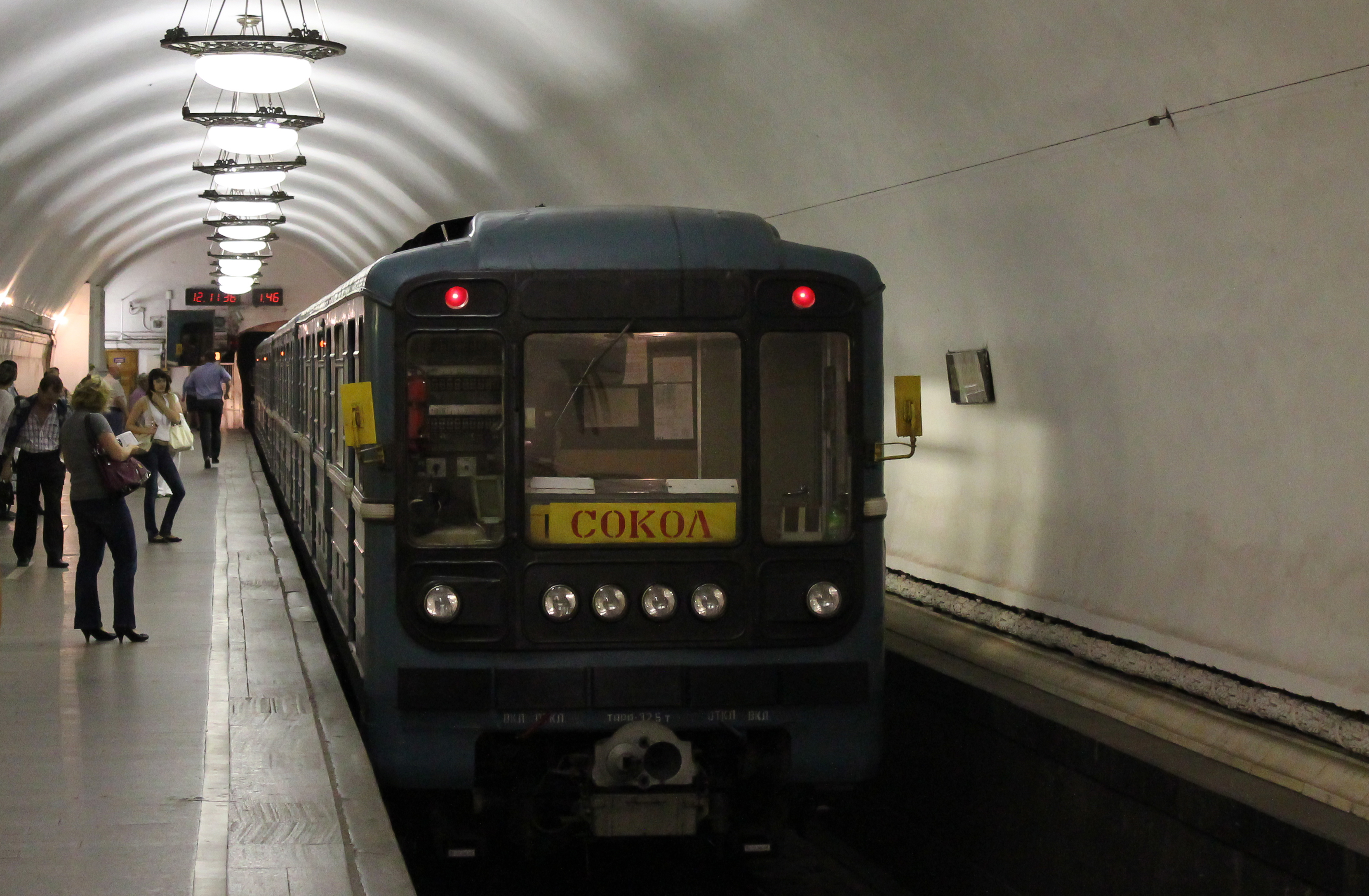
Desserte.